# Noxa
Se denomina noxa a los factores o elementos, tanto del medio exterior como del propio organismo, cuya presencia altera la Homeostasis y puede causar alteración o una enfermedad.
Las noxas pueden identificarse según su origen en biológicas, químicas, físicas, sociales y psicológicas.
Noxas biológicas: bacterias, virus, hongos, parásitos.
Noxas químicas: insecticidas, plaguicidas, venenos, gases tóxicos, CO2, CO.
Noxas físicas: desastres naturales, radiación.
Noxas sociales: soledad, problemas económicos, desocupación, ansiedad, violencia, adicciones, hierbas.
Noxas psicológicas: problemas familiares, enfermedades cerebrales, trastornos hereditarios o genéticos y problemas médicos.

## Clasificación

### Noxas Biológicas
Conocidas también como agentes patógenos (de los griegos Pathos=enfermedad y Genas=origen). Éstas noxas actúan como causales de enfermedades, y hay varios tipos:
- Los virus son agentes infecciosos microscópicos, formados por un ácido nucleico y una cápsula proteica llamada capsómero. Causan enfermedades como: sida, gripe o Coronavirus.
- Las bacterias también pertenecen al grupo de noxas biológicas. Las bacterias son microorganismos muy simples, algunas son beneficiosas y otras no tanto, llamadas patógenas. Causan enfermedades como la tuberculosis.
- Otras noxas biológicas son los protozoos. Estos son organismos unicelulares heterótrofos, que pueden actuar como consumidores, saprofitos o parásitos; estos últimos atacan la salud del ser humano y de otros seres vivos. Causan enfermedades como: mal de Chagas y paludismo.
- También existen los hongos, que son seres aclorofílicos y heterótrofos, que pueden ser unicelulares o pluricelulares. Pueden reproducirse en forma asexual, por células llamadas esporas. Causan molestias como la erupción de hongos entre los dedos de los pies.
- Otras noxas son los vermes o gusanos. Se ubican en distintos órganos, principalmente los digestivos, originados por la ingestión de alimentos mal lavados o mal cocidos.

### Noxas químicas
Las noxas químicas provienen de sustancias químicas como el veneno o contaminación.
También se pueden generar por mordeduras o picaduras de animales. 
- Venenos
- Contaminantes
- Sustancias químicas peligrosas
- Sustancias tóxicas

### Noxas físicas
Son aquellas que son producidas por un medio exterior no vivo, tal como:
- La radiación UV
- Los rayos X
- Los golpes o traumatismos
- Temperaturas muy altas o muy bajas
- Presiones muy altas o muy bajas

### Noxas psíquicas, sociales y culturales
Son aquellas que desatan ciertas consecuencias debido a la sociedad actual que lleva a:
- Guerras
- Problemas económicos e inestabilidad jurídica.
- Racismo
- Trastorno antisocial
- Toxicología
- Desocupación
- Inseguridad ante el delito
- Bullying
- Discriminación
- Homofobia
- Transfobia
- Gordofobia

## Los artrópodos y las noxas
Noxa es el agente etiológico, es decir, el que provoca la enfermedad. Muchos de los artrópodos relacionados con enfermedades no son en realidad sus agentes etiológicos, sino sus vectores o vehículos (que conducen o llevan a la noxa propiamente dicha).